# Guils de Cerdanya
Guils de Cerdanya è un comune spagnolo di 331 abitanti situato nella comunità autonoma della Catalogna. Fa parte della regione storica nota come Cerdagna.